# 坎佩卢 (拜昂)
坎佩卢（葡萄牙語：Campelo）是葡萄牙波尔图区拜昂的一个堂区。总面积16.39平方公里，总人口2775人，人口密度169.2人/平方公里。